# Cantó de Benavent
El cantó de Benavent és un cantó francès al districte de Garait (departament de Cruesa). Té 10 municipis: 'Rena, Augieras, Aulon, Asac Chastanèt, Bénévent-l'Abbaye, Ceirom, Chasteluç lo Marchès, Marçac, Moriòu Vielhavila i Sent Gossaud; i el cap és Bénévent-l'Abbaye.
| Data d'elecció                           | Identitat       | Partit                    | Qualitat |
| ---------------------------------------- | --------------- | ------------------------- | -------- |
| 1970-1982                                | Pierre Caillaud | PS                        |          |
| 1982-                                    | André Mavigner  | PS, després Divers gauche |          |
| les dades anteriors no són pas conegudes |                 |                           |          |

| 1962  | 1968  | 1975  | 1982  | 1990  | 1999  | 2006  |
| ----- | ----- | ----- | ----- | ----- | ----- | ----- |
| 4.805 | 5.305 | 4.750 | 4.248 | 3.734 | 3.495 | 3.511 |